# Amélie Lundahl
Amélie Helga Lundahl (Oulu, 26 de Maio de 1850 - Helsinki, 20 de agosto de 1914) era uma pintora finlandesa. 
Estudou na escola das Belas Artes de Estocolmo, e em seguida obteve uma bolsa para continuar seus estudos na Académie Julian de Paris. Numa visita a Bretanha em 1870, onde se estabeleceu, começou a pintar paisagens e retratos.

## Galeria

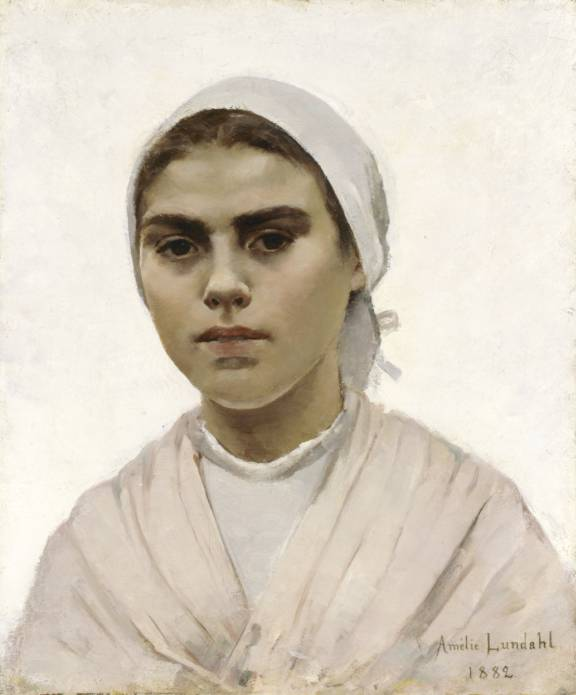
Jeune Bretonne (1882)
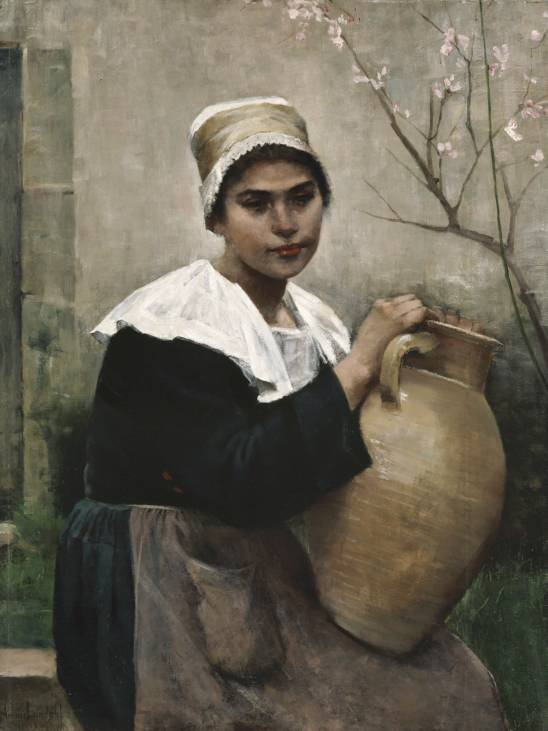
Portrait d'une Bretonne (1884)